# Dsmitryj Tschuprou
Dsmitryj Aljaksandrawitsch Tschuprou (belarussisch Дзмітрый Аляксандравіч Чупроў, russisch Дмитрий Чупров, Dmitri Tschuprow; * 29. Juli 1985 in der Sowjetunion) ist ein belarussischer Poolbillard- und Snookerspieler.

## Karriere

### Poolbillard
Im August 2008 erreichte Dsmitryj Tschuprou beim 9-Ball-Wettbewerb der Europameisterschaft den 49. Platz. Bei der EM 2011 belegte er in den Disziplinen 10-Ball und 9-Ball den 49. Platz. Im November 2011 wurde er belarussischer Meister im 8-Ball und 9-Ball. Bei der EM 2012 zog er erstmals in die Finalrunde ein; In den Wettbewerben im 14/1 endlos, 10-Ball und 8-Ball erreichte er die Runde der letzten 64 und schied dort aus. Bei der belarussischen Meisterschaft 2012 gelang es ihm durch einen 7:2-Finalsieg gegen Uladsislau Zyrykau seinen Titel im 9-Ball zu verteidigen. Auch 2013 und 2014 wurde er belarussischer Meister in dieser Disziplin. 2013 gewann er zudem die Titel im 8-Ball und 10-Ball, 2014 im 14/1 endlos. Beim 14/1-endlos-Wettbewerb der EM 2015 erreichte Tschuprou die Runde der letzten 32 und unterlag dort dem Niederländer Marco Teutscher mit 67:125. Beim darauffolgenden 10-Ball-Wettbewerb schaffte er es ebenfalls in die Runde der letzten 32, in der er gegen Kasper Kristoffersen ausschied. Im Dezember 2015 gewann er die nationalen Meistertitel im 14/1 endlos und 10-Ball. Bei der Europameisterschaft 2016 erreichte er in den Disziplinen 14/1 endlos und 10-Ball die Runde der letzten 64. Im November 2016 gewann er durch einen 10:2-Endspielsieg gegen den Litauer Vilius Schulte-Ebbert das Finalturnier der Baltic Pool League. Wenige Tage später zog er beim Kremlin Cup in Moskau, der in diesem Jahr erstmals ein Weltranglistenturnier war, ins Halbfinale ein und unterlag dem späteren Turniersieger Alexander Kazakis.
Nachdem er im Vorjahr nicht an der nationalen Meisterschaft teilgenommen hatte, wurde Tschuprou im September 2017 mit einem 75:12-Finalsieg gegen Uladsislau Schopik belarussischer Meister im 14/1 endlos. Beim Kremlin Cup 2017 schied er hingegen in der Vorrunde aus. Wenig später gewann er, ebenfalls im Endspiel gegen Schopik, den Meistertitel im 8-Ball und schied in den Disziplinen 9-Ball und 10-Ball im Viertelfinale aus.

### Snooker
Seine erste Medaille bei der belarussischen Snooker-Meisterschaft gewann Dsmitryj Tschuprou 2009, als er im Halbfinale gegen Mikita Strokin ausschied. Ein Jahr später belegte er erneut den dritten Platz. Im Mai 2012 wurde er durch einen 4:0-Finalsieg gegen Aljaksandr Schdanowitsch erstmals belarussischer Meister im Snooker. 2014 erreichte er das Halbfinale und schied dort gegen Andrej Chudobin aus.

## Erfolge
Poolbillard
- belarussischer 8-Ball-Meister: 2011, 2013, 2017
- belarussischer 9-Ball-Meister: 2011, 2012, 2013, 2014
- belarussischer 10-Ball-Meister: 2013, 2015
- belarussischer 14/1-endlos-Meister: 2014, 2015, 2017

Snooker
- Belarussischer Meister: 2012